# Autoretrat (Pelegrí Clavé)
Autoretrat és una pintura a l'oli realitzada per Pelegrí Clavé el 1835 i que actualment s'exposa al Museu Nacional d'Art de Catalunya de Barcelona.
Les primeres obres de Pelegrí Clavé, com per exemple aquest autoretrat, són encara netament romàntiques, però més endavant practicaria un retrat més acadèmic, que va procurar-li grans elogis a Mèxic, on pinta, a més, paisatges i grans composicions de tema religiós, com la decoració de la cúpula de La Profesa, antiga església dels jesuïtes (1859-1860).